# Helicia tsaii
Helicia tsaii är en tvåhjärtbladig växtart som beskrevs av Wen Tsai Wang. Helicia tsaii ingår i släktet Helicia och familjen Proteaceae. Inga underarter finns listade i Catalogue of Life.